# Alfa Romeo 12 HP
L'A.L.F.A. 12 HP est la seconde voiture automobile créée par le nouveau constructeur italien A.L.F.A. - Alfa Romeo en 1910.
Ce modèle a été conçu pour proposer une alternative moins coûteuse à l'ALFA 24 HP. Le châssis modèle 12 HP était vendu 9 500 lires de l'époque contre 12 500 de celui du 24 HP. 
Conçu également par l'Ing. Merosi, le châssis de l'ALFA 12 HP était plus simple que celui de la 24 HP. La boîte de vitesses n'avait que trois rapports et les dix premiers exemplaires disposaient d'un  embrayage avec lanières de cuir, une conception ancienne, qui fut rapidement remplacé par un embrayage multi-disques à sec comme sur la 24 HP.

## Chiffres de production Alfa 12 HP
| Année      | 1910 | 1911 | total |
| ---------- | ---- | ---- | ----- |
| Alfa 12 HP | 10   | 40   | 50    |

Pour les numéros de châssis, les numéros 1001 à 1050 ont été pré-attribués, tout comme les numéros du bloc moteur.

## L'A.L.F.A. 15 HP
En 1912, le taux de compression du moteur passe à 4,2:1 et la puissance maximale à 25 ch à 2 400 tr/min. À cette occasion le modèle prend le nom de 15 HP. La vitesse de pointe était de 95 km/h et le modèle disposait d'un frein à main et d'une boîte de vitesses à quatre rapports avant. 

## L'A.L.F.A. 15-20 HP
En 1914, le taux de compression du moteur est à nouveau augmenté à 4,3:1. La puissance maximale  passe à 28 ch toujours à 2 400 tr/min. L'appellation devient 15-20 HP. La vitesse de pointe était de 100 km/h, le collecteur d'échappement a été déplacé vers le côté droit du moteur. Les huit derniers exemplaires de ce modèle ont été vendus en 1919 et 1920.

## Chiffres de production A.L.F.A. 15-20 HP
| Année             | 1913 | 1914 | 1915 |  | 1920 | total |
| ----------------- | ---- | ---- | ---- |  | ---- | ----- |
| A.L.F.A. 15-20 HP | 100  | 50   | 20   |  | 10   | 180   |

Les numéros de châssis ont été pré-attribués de 1151 à 1330, ainsi que les numéros de bloc moteur.

## La version camionnette
Le châssis de l'A.L.F.A. 15-20 HP a été transformé pour donner naissance à une version camionnette et une version militaire destinée aux troupes italiennes en Libye.